# Janus Hellemons
Adrianus „Janus“ Hellemons (* 26. Juli 1912 in Bleiswijk; † 14. Januar 1999 ebenda) war ein niederländischer Radrennfahrer.
Janus Hellemons war Profi-Rennfahrer von 1936 bis 1939. 1938 nahm er als einer der ersten Niederländer an der Tour de France teil und wurde mit mehr als fünf Stunden Rückstand auf den Sieger Gino Bartali 55., damit Letzter und Träger der Lanterne Rouge. Ein Jahr später kam er auf den 46. Platz der Tour. Der Ausbruch des Zweiten Weltkriegs beendete seine Radsportkarriere.